# 学校法人中西学園
学校法人中西学園（がっこうほうじんなかにしがくえん）は、愛知県に本部を置く学校法人。大学、幼稚園、専門学校を運営。

## 同系列の学校
- 名古屋外国語大学（日進市）（日進キャンパス/新栄サテライトキャンパス/名駅ノリタケサテライトキャンパス）
- 名古屋学芸大学 (旧 愛知女子短期大学・名古屋学芸大学短期大学部)（日進市）（日進キャンパス/名城前医療キャンパス/新栄サテライトキャンパス）
- 菱野幼稚園（瀬戸市）
- 名古屋NSCカレッジ（名古屋市中区）
  - 名古屋ファッション専門学校
  - 名古屋栄養専門学校
  - 名古屋製菓専門学校

## 沿革

### 略歴
名古屋市に存在したすみれ洋裁学院を起源とする。中西泉氏の寄付により中西学園となった。

### 年表
- 1945年 12月 すみれ洋裁学院創立。〈現・名古屋NSCカレッジ / 名古屋ファッション専門学校〉
- 1946年 4月  名古屋市昭和区若柳町、駒方町にすみれ洋裁学院校舎増設。
- 1948年 12月 中西泉氏の寄付により文部省認可の財団法人に。
- 1951年 3月  学校法人中西学園に組織変更。
- 1963年 4月  愛知女子短期大学開校。
- 1973年 4月  瀬戸市に菱野幼稚園開園。
- 1981年 4月  愛知女子短期大学を日進総合学舎（日進市岩崎町竹ノ山）ヘ移転。
- 1982年 4月  すみれ洋裁学院を名古屋ファッション専門学校と改称、同時に名古屋総合デザイン専門学校、名古屋総合ビジネス専門学校、名古屋栄養専門学校を開校。
- 1983年 4月  名古屋建築設備専門学校を開校。
- 1988年 4月  名古屋外国語大学開校。
- 1997年 4月  名古屋外国語大学に大学院を設置。
- 1998年 4月  名古屋製菓専門学校開校。名古屋建築設備専門学校を名古屋建築土木専門学校に校名変更。
- 2002年 4月  名古屋学芸大学開校。
- 2003年 4月  名古屋建築土木専門学校を名古屋環境建設専門学校に校名変更。
- 2004年 4月  愛知女子短期大学を名古屋学芸大学短期大学部に改称。
- 2006年 4月  名古屋学芸大学に大学院を設置。
- 2007年 4月  名古屋総合デザイン専門学校と名古屋環境建設専門学校を統合し、NSCデザイン工科カレッジに変更。
- 2017年 3月  名古屋学芸大学短期大学部を廃止。
- 2018年 3月  名古屋総合デザイン専門学校を廃止。